# شهرستان ساتون (تگزاس)
شهرستان ساتون، تگزاس (به انگلیسی: Sutton County, Texas) یک سکونتگاه مسکونی در ایالات متحده آمریکا است که در تگزاس واقع شده‌است.

## خصوصیات
شهرستان ساتون ۳٬۷۶۵٫۸۶ کیلومترمربع مساحت دارد.